# Marquis of Kensington
Marquis of Kensington war Ende der 1960er Jahre ein englisches Studioprojekt des damaligen Managers der Kinks, Robert Wace, und des Produzenten Mike Leander. Während Wace seine Stimme für den Gesang zur Verfügung stellte, trat als Figur des Marquis auf den Plattenhüllen ausschließlich Leander auf. Unter dem Projektnamen wurden drei Singles veröffentlicht. The Changing of the Guard stieg am 30. September 1967 in die deutsche Singlehitparade ein und schaffte es bis auf Platz 32. Der Song erschien auch auf dem Soundtrack des Films Tonite Let's All Make Love in London von Peter Whitehead von 1967. Mit diesem Stück traten sie auch im Beat-Club auf, was ihr einziger Liveauftritt war.
Die B-Seite der ersten Single, das Instrumentalstück Flash, war Titelmusik der Fernsehserie V.I.P.-Schaukel und wurde häufig als Hintergrundmusik in Radiosendungen gespielt, z. B. während der Vorstellung aktueller Hitparadenlisten. Dieses Stück wurde kurz nach seiner Entstehung durch den italienischen Künstler Mario Battaini unter dem Pseudonym The Duke of Burlington gecovered. Diese Version unterscheidet sich kaum vom Original, ist aber um ca. 30 Sekunden länger (3:34 min). Diverse Coverversionen finden sich auf einschlägigen Plattformen wie YouTube. 

## Diskografie
- Sister Marie / Flash (instr.)
- The Changing of the Guard / Reverse Thrust (instr.)
- It Might as Well Rain until September / Folks in the City